# Jan Groeneveld
Jan Groeneveld (Enschede, 3 februari 1947) is een voormalig Nederlands hockeyer en hockeycoach.

## Carrière

### Speler
Groeneveld scoorde als 15-jarige invaller in 1962 bij zijn debuut in het eerste elftal van DKS uit Enschede in een thuiswedstrijd in de beker tegen Daring. In het team speelden al zijn buurtgenoten uit 't Ribbelt Hans en Edo Buma, Gerrit Hagels en zijn oudere broer Johan. Vanaf 1965 speelde Jan Groeneveld twaalf jaar onafgebroken in DKS heren 1. Een knieoperatie dwong hem in 1977 te stoppen, maar in 1980 maakte hij nog een succesvolle comeback door met het eerste team van DKS promotie naar de Hoofdklasse af te dwingen via een 4-3-overwinning op VHC Venlo).
Groeneveld kwam in zowel het veld- als zaalhockey voor het Oostelijk team uit en met zijn club DKS behaalde hij vier oostelijke zaalhockeykampioenschappen.

### Coach
Direct na zijn knieoperatie begon Groeneveld in 1977 aan zijn coachcarrière. Allereerst bij OHC Bully uit Oldenzaal, waarmee hij in drie jaar tijd twee keer promoveerde: van de vierde naar de tweede klasse. Van 1981 tot en met 1983 was hij coach van het eerste herenteam van zijn club DKS in de Overgangsklasse, toen nog direct onder de Hoofdklasse. Gedurende de jaren 1978 tot en met 1985 combineerde Groeneveld dit met het coachen van het oostelijk jeugdteam. Het jaar erna, in 1986, behaalde hij met het junioren A-elftal van DKS een formidabele prestatie door het landskampioenschap te behalen.
Mede door zijn verhuizing naar Haaksbergen werd hij in 1989 lid van de plaatselijke hockeyclub Haackey, waar hij nog vijf jaar trainer-coach van het eerste herenteam was. Na deze periode was hij ook nog vier jaar voorzitter van Haackey.